# Губарев, Никита Сергеевич
Никита Сергеевич Губарев (род. 17 апреля 2004, Атбасар, Акмолинская область) — казахстанский футболист, защитник клуба «Кайсар» и сборной Казахстана до 21 года.

## Клубная карьера
Футбольную карьеру начинал в 2020 году в составе клуба «Окжетпес М» во второй лиге. 30 сентября 2020 года в матче против клуба «Рузаевка» (3:1) дебютировал во второй лиге Казахстана, выйдя на замену на 67-й минуте вместо Данияра Жанетова.
11 марта 2024 года стал игроком российского клуба «Лада-Тольятти».
1 января 2025 года подписал контракт с клубом «Кайсар». 6 апреля 2025 года в матче против клуба «Актобе» дебютировал в казахстанской Премьер-лиге (1:4), выйдя на замену на 81-й минуте вместо Дидара Жалмукана.

## Карьера в сборной
8 июня 2024 года дебютировал за сборную Казахстана до 21 года в матче против сборной Грузии до 21 года (1:2).

## Клубная статистика
| Клуб             | Сезон            | Лига | Лига | Кубки | Кубки | Еврокубки | Еврокубки | Итого | Итого |
| Клуб             | Сезон            | Игры | Голы | Игры  | Голы  | Игры      | Голы      | Игры  | Голы  |
| ---------------- | ---------------- | ---- | ---- | ----- | ----- | --------- | --------- | ----- | ----- |
| Окжетпес         | 2022             | 7    | 0    | —     | —     | —         | —         | 7     | 0     |
| Окжетпес         | 2023             | 0    | 0    | —     | —     | —         | —         | 0     | 0     |
| Окжетпес         | Итого            | 7    | 0    | —     | —     | —         | —         | 7     | 0     |
| → Окжетпес М     | 2020             | 5    | 0    | —     | —     | —         | —         | 5     | 0     |
| → Окжетпес М     | 2021             | 7    | 0    | —     | —     | —         | —         | 7     | 0     |
| → Окжетпес М     | 2022             | 8    | 0    | —     | —     | —         | —         | 8     | 0     |
| → Окжетпес М     | 2023             | 11   | 0    | —     | —     | —         | —         | 11    | 0     |
| → Окжетпес М     | Итого            | 31   | 0    | —     | —     | —         | —         | 31    | 0     |
| Лада-Тольятти    | 2024             | 9    | 0    | 0     | 0     | —         | —         | 9     | 0     |
| Лада-Тольятти    | Итого            | 9    | 0    | 0     | 0     | —         | —         | 9     | 0     |
| Кайсар           | 2025             | 1    | 0    | —     | —     | —         | —         | 1     | 0     |
| Кайсар           | Итого            | 1    | 0    | —     | —     | —         | —         | 1     | 0     |
| Всего за карьеру | Всего за карьеру | 48   | 0    | 0     | 0     | —         | —         | 48    | 0     |